# Fernando Alonso Casares
Fernando Alonso Casares (1900-1975) va ser un director i guionista de cinema espanyol.

## Biografia
Va començar la seva marxa professional realitzant col·laboracions periodístiques a Radio Nacional de España i s les revistes falangistes Vértice i Primer Plano.
En 1941 se li va concedir una beca per a estudiar direcció a l'estranger encara que no la va utilitzar. En aquesta època la seva activitat cinematogràfica es va limitar a la realització de documentals per a diferents grups de l'estructura franquista, com la Secció Femenina (Granja-Escola, La nostra Missió, Cinquè Consell o Balls de la Secció Femenina) i el Frente de Juventudes (Campaments masculins i Campaments femenins). Aquests campaments van ser guardonats pel Sindicat Vertical amb el segon premi en 1942. A l'any següent va ser premiat amb el primer lloc Primavera Sevillana, produït pel NO-DO.
La seva labor com a cineasta pròpiament dit es va iniciar com a ajudant de direcció a Goyescas (1942) de Benito Perojo i a La maja del capote i La patrica chica, ambdues dirigides per Fernando Delgado de Lara el 1943. en 1943. Després d'això va dirigir els tres llargmetratges de la seva carrera: Espronceda (1945), Luis Candelas, el ladrón de Madrid (1947) i Una noche en blanco (1949).

## Filmografia com a director i guionista
- Espronceda (1945)
- Luis Candelas, el ladrón de Madrid (1947)
- Una noche en blanco (1949)

## Filmografia com a ajudant de direcció
- Goyescas (1942)
- La maja del capote (1943)
- La patrica chica (1943)